# Plakina australis
Plakina australis är en svampdjursart som först beskrevs av Gray 1867.  Plakina australis ingår i släktet Plakina och familjen Plakinidae. Inga underarter finns listade i Catalogue of Life.